# أنغلزيت
انجليزيت(بالإنجليزية: Anglesite)‏هو معدن كبريتات الرصاص مع الصيغة الكيميائية PbSO4، يتبلور المعدن في فصيلة المعيني القائم نظام الهرم المنعكس.
البلورات منشورية أو موازية لأي من المحاور البلورية ويوجد عليها مجموعة من الأشكال البلورية .
كذلك يوجد المعدن في هيئة كتلية أو حبيبية متماسكة ويوجد غالبا في هيئة ترابية أو في طبقات دائرية في بعض الأحيان حول لب من الجالينا .

## التركيب الكيميائي
كبريتات الرصاص ، أكسيد الرصاص = 73.6 %. ثالث أكسيد الكبريت = 26.4 %
درجة انصهار المعدن =1.1\2
يتميز المعدن بوزنه النوعي العالي وبريقه الا لماسي ومصاحبته في معظم الأحيان لمعدن الجالينا ويفرق عن السيروسيت بعدم فورانه مع حامض النيتريك .
الاسم : مشتق من كلمة يونانية معناها بدون ماء . بعكس الجبس الذي يحتوي على الماء.

## تواجده
يتم صنعه بأكسدة الجالينا (كبريتيد الرصاص) ويمكن أن نجده في إنجليزي في ويلز (ومن هنا الاسم) وفي منطقة استخراج مناجم الرصاص في اسكتلندا.
وأفضل البللورات تجدها في تسومب (ناميبا) و المغرب والمناطق الأخرى وتشمل ألمانيا و الولايات المتحدة و ساردينيا.

## معرض صور

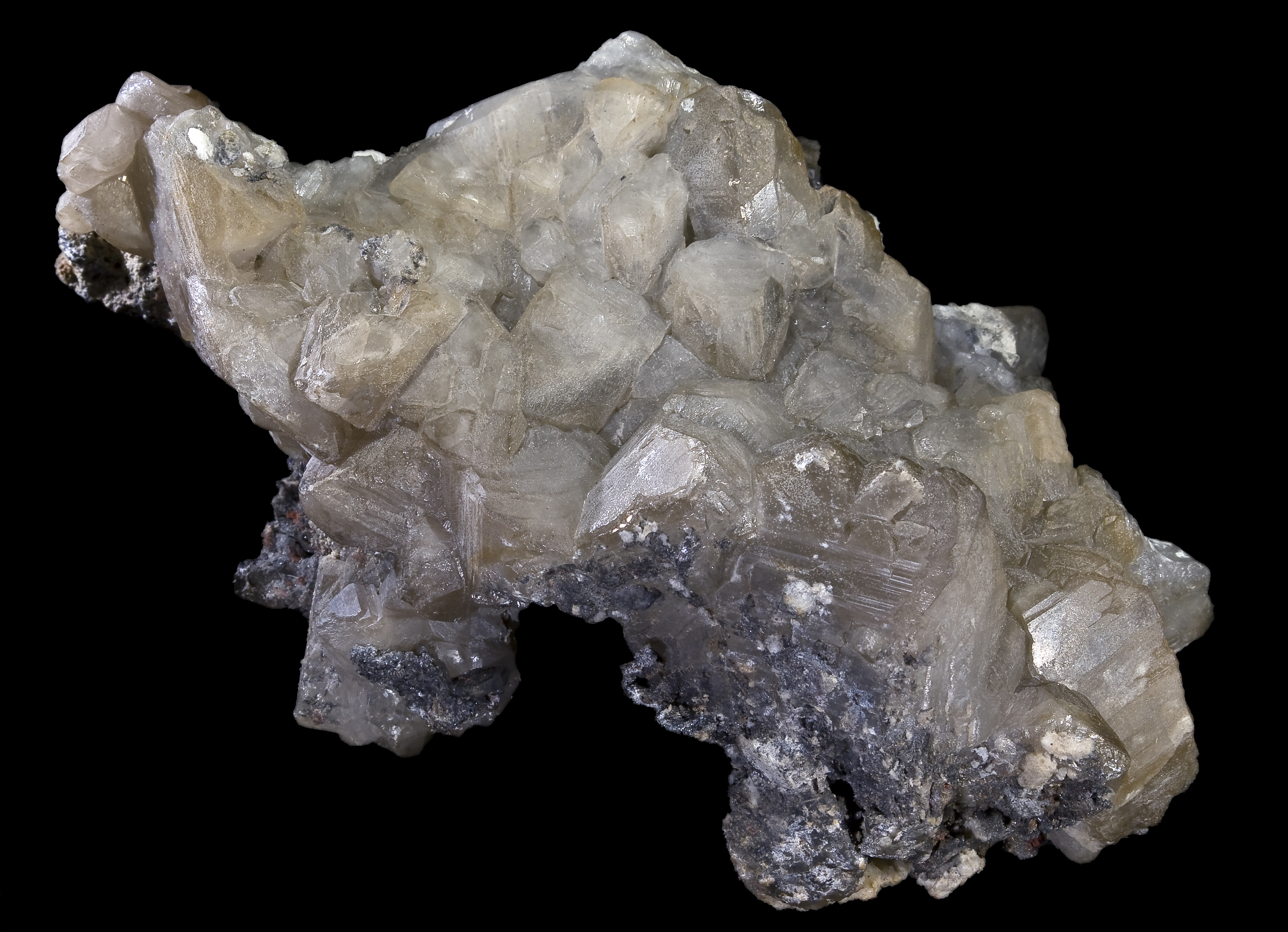
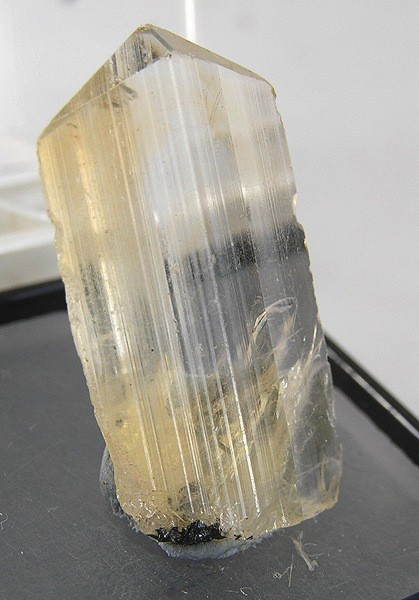